# 53 Близнецов
53 Близнецов (лат. 53 Geminorum, HD 55870) — одиночная, предположительно переменная звезда в созвездии Близнецов на расстоянии приблизительно 771 светового года (около 237 парсеков) от Солнца. Видимая звёздная величина звезды — +5,71m.

## Характеристики
53 Близнецов — красный гигант спектрального класса M1III. Радиус — около 36,32 солнечных. Эффективная температура — около 3779 К.